# Mehteran (Banda militar otomana)

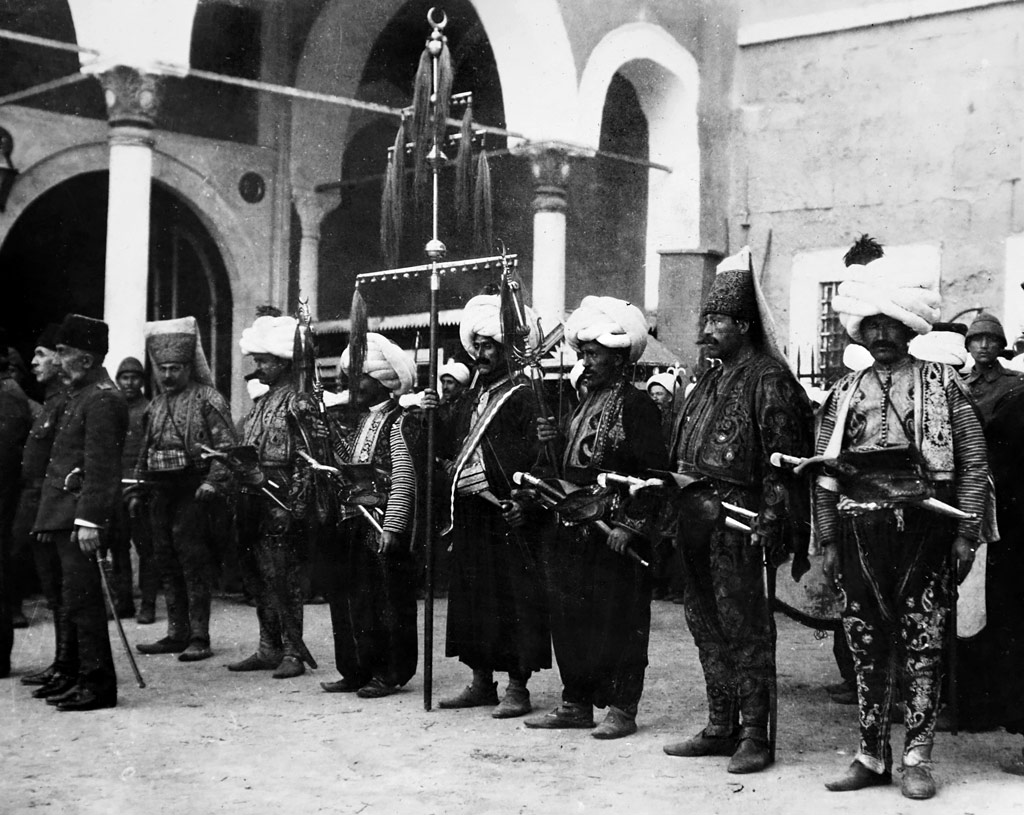
Mehterhâne, foto de 1917

Las bandas militares otomanas son las bandas de marcha militares registradas más antiguas del mundo. Aunque a menudo se les conoce con la palabra Mehter (en turco otomano: مهتر‎   , plural: مهتران mehterân ; de "senior" en persa) en Europa occidental, esa palabra propiamente dicha se refiere a un solo músico de la banda. En otomano, la banda se conocía generalmente como mehterân (مهتران personas mayores), aunque las bandas utilizadas en el séquito de un visir o príncipe se conocían generalmente como mehterhane (persa: مهترخانه, que significa "casa de personas mayores"), la banda en su conjunto a menudo se denomina mehter bölüğü ("compañía [tropa] mehter "), mehter takımı ("pelotón mehter "). En Europa occidental, la música de banda también se suele llamar música jenízaro porque los jenízaros formaron el núcleo de las bandas.

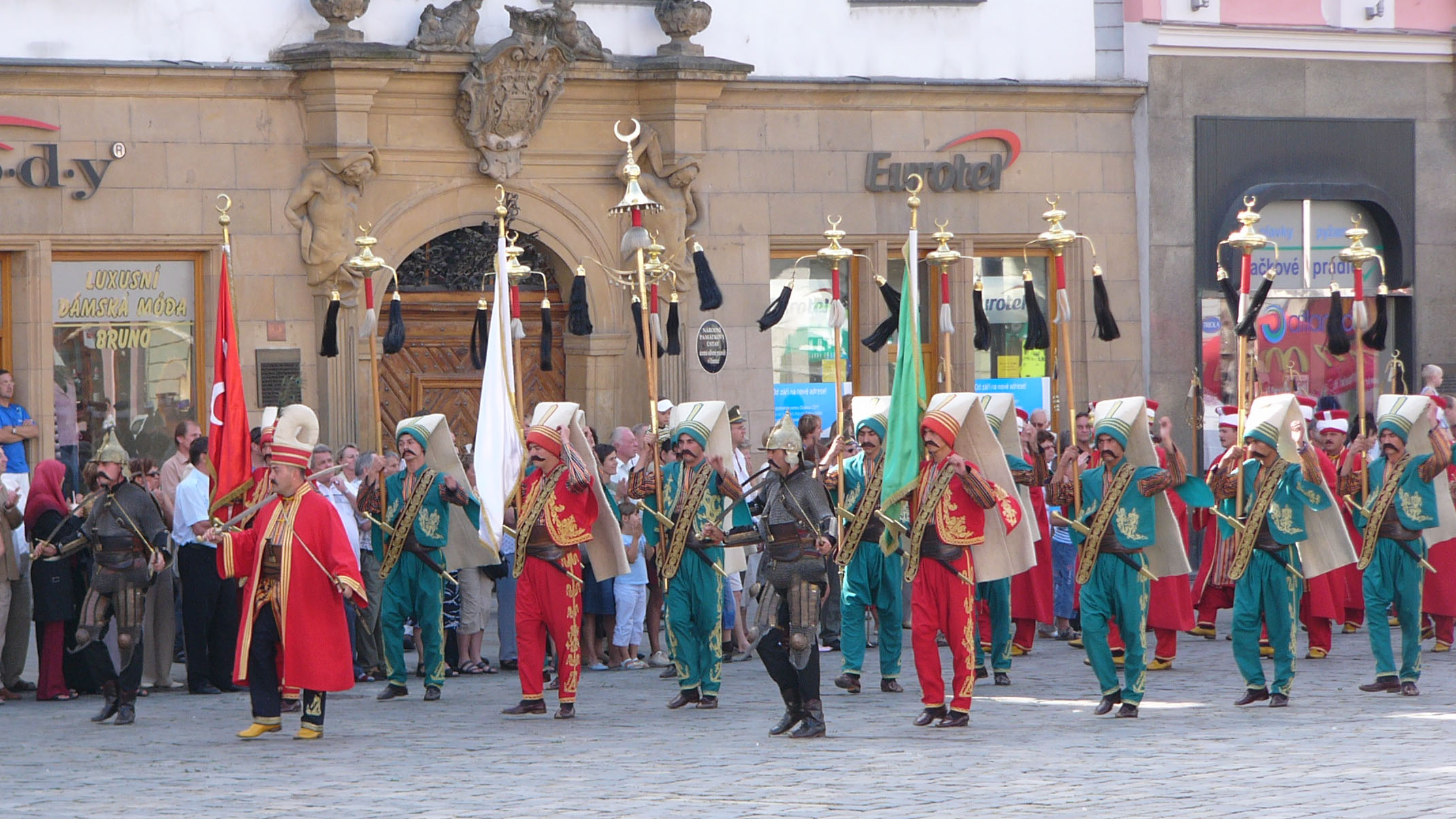
Una tropa mehter moderna

## Historia

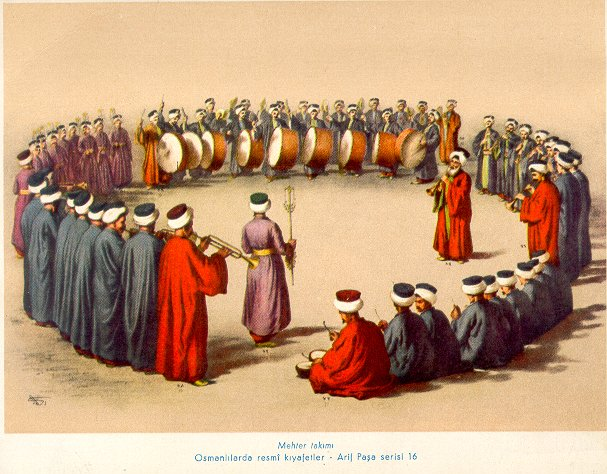
Un mehterân otomano

Bandas militares como los mehter no se mencionan definitivamente hasta el siglo XIII. Se cree que el primer "mehter" fue enviado a Osman I por el sultán selyúcida Alaeddin Kayqubad III como un regalo junto con una carta que saluda al estado recién formado. A partir de entonces todos los días después de la oración de la tarde; "mehter" jugó para el gobernante otomano. La noción de una banda de música militar, como las que se usan hoy en día, comenzó a tomarse prestada del Imperio Otomano en el siglo XVI. El sonido asociado con el mehterân también ejerció una influencia en la música clásica europea, con compositores como Joseph Haydn, Wolfgang Amadeus Mozart y Ludwig van Beethoven, todos escribiendo composiciones inspiradas o diseñadas para imitar la música del mehter s.
En 1826, la música de los mehter cayó en desgracia tras la abolición del cuerpo de jenízaros por parte del sultán Mahmud II, que había formado el núcleo de las bandas. Posteriormente, a mediados y finales del siglo XIX, el género entró en declive junto con el Imperio Otomano. En 1911, cuando el imperio comenzaba a colapsar, el director del museo militar de Estambul intentó revivir la tradición con algo de éxito, y en 1953, para celebrar el 500 aniversario de la caída de Constantinopla ante las fuerzas de Sultan Mehmed II : la tradición se había restaurado por completo como banda de las Fuerzas Armadas turcas .
Hoy en día, la Unidad Mehter de las Fuerzas Armadas ( Mehter Bölüğü ) es la banda tradicional de las Fuerzas Armadas de Turquía y se presenta regularmente en el Museo Militar (Askeri Müze) en Estambul, así como durante ciertas ceremonias estatales. También está el Conjunto de Música Histórica de Estambul del Ministerio de Cultura.

## enlaces externos
- El Conjunto de Música Histórica de Estambul del Ministerio de Cultura
- Banda militar otomana y Europa
- TheOttomans.org: entrada sobre Mehterhane
- Mehter marşlari (grabación de sonido), Estambul: Sera, 2001?,OCLC 50813631
- Músicas de la banda militar otomana Página de Facebook turca
- 60 fotos de la banda en el Museo Militar de Estambul

- Datos: Q1261629
- Multimedia: Military bands of the Ottoman Empire / Q1261629